# Стража (Нетретич)
45°28′ пн. ш. 15°24′ сх. д. / 45.46° пн. ш. 15.40° сх. д.
Стража (хорв. Straža) — населений пункт у Хорватії, в Карловацькій жупанії у складі громади Нетретич.

## Населення
Населення за даними перепису 2011 року становило 79 осіб.
Динаміка чисельності населення поселення: